# FNSS Pars
FNSS Pars (рус. ФНСС «Парс») — семейство современных турецких многоцелевых боевых бронированных машин.
«Парс» разработан и производится американо-турецким военно-промышленным консорциумом FNSS (учредителями которого являются американская транснациональная корпорация — производитель бронетехники FMC и турецкий многоотраслевой холдинг Nurol, отсюда и название). Официально был продемонстрирован в 2005 году. В том же году 49% акций компании были проданы британской корпорации BAE Systems. 
Шасси бронемашины имеет колёсную формулу 8 × 8. Существуют более тяжёлые и более лёгкие варианты такой машины, например, 6 × 6, 4 × 4 и 10 × 10. Перевозимый десант составляет 11 человек.
Турецкие сухопутные войска заказали 1000 «Парс», морская пехота — 50 единиц. Поставки ожидаются в 2012—2016 гг. 
В июле 2011 года был подписан контракт на поставку 257 «Парс» Малайзии на сумму $559 млн.

## Описание конструкции

### Вооружение
Базовая модификация ББМ «Парс» оснащается 12,7-мм пулемётом. «Парс» в версии БМП предполагается вооружить одноместной вращающейся башней «Шарпшутер» компании FNSS, вооружённой 25-мм автоматической пушкой M242 и спаренным 7,62-мм пулемётом. Пушка имеет боекомплект 380 снарядов и скорострельность 200 выстрелов/минуту.

### Защищённость
Бронирование «Парс» обеспечит защиту от 14,5-мм бронебойных пуль в лобовой проекции и круговую защиту от 7,62-мм бронебойных боеприпасов. Конструкция «Парс» обеспечивает выживаемость экипажа при подрыве на мине эквивалентом 6 кг тротилла под корпусом и 8 кг под колесом. 

### Подвижность
Двигатель мощностью 524 л. с. обеспечивает ББМ «Парс» максимальную скорость до 100 км/ч по шоссе и 8 км/ч на плаву. 

## Модификации
- Pars — базовая модификация для турецких вооружённых сил
- AV8 — лицензионная версия для вооружённых сил Малайзии. Планируется, что опытный образец AV-8 будет отправлен из Турции в Малайзию августе 2012 года. Производство серийных бронемашин начнется в 2013 году и завершится в 2018 году. Сборка AV-8 будет осуществляться на предприятии DEFTECH в Пекане (Малайзия), а обслуживание, ремонт и изготовление башен — на заводе в Нилаи. Компания DEFTECH также получит право на продажу AV-8 другим заказчикам в регионе Юго-Восточной Азии.

## Заказы
В феврале 2011 года DEFTECH заключило контракт стоимостью около $559 млн с FNSS на поставку машинокомплектов AV8 для сборки в Малайзии. Соглашение предусматривает высокую степень локализации производства бронемашины в Малайзии. 
Всего к 2018 году малайзийской армии должна получить 257 AV8, из которых 114 бронемашин будут с одноместной башней Sharpshooter производства FNSS с 25-мм автоматической пушкой ATK М242 Bushmaster, 54 БТР — с двухместной башней разработки южноафриканской гDenel с 30-мм пушкой и ПТРК Denel Ingwe, 10 БТР — с дистанционно управляемыми турелями с 12,7-мм пулеметами, 8 120-мм самоходных минометов и другие модификации.

## Галерея фотографий

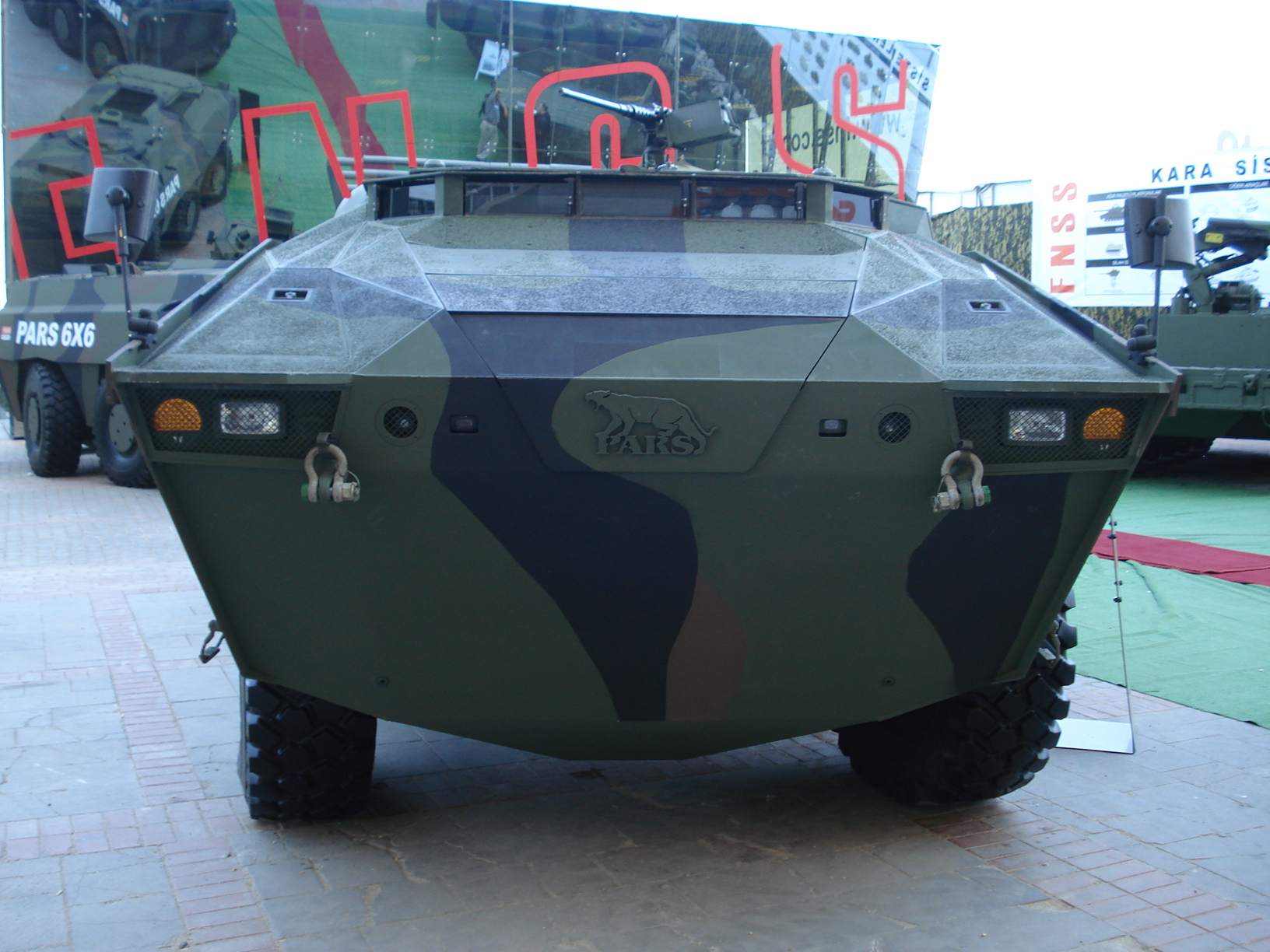
ББМ «Парс»: вид спереди
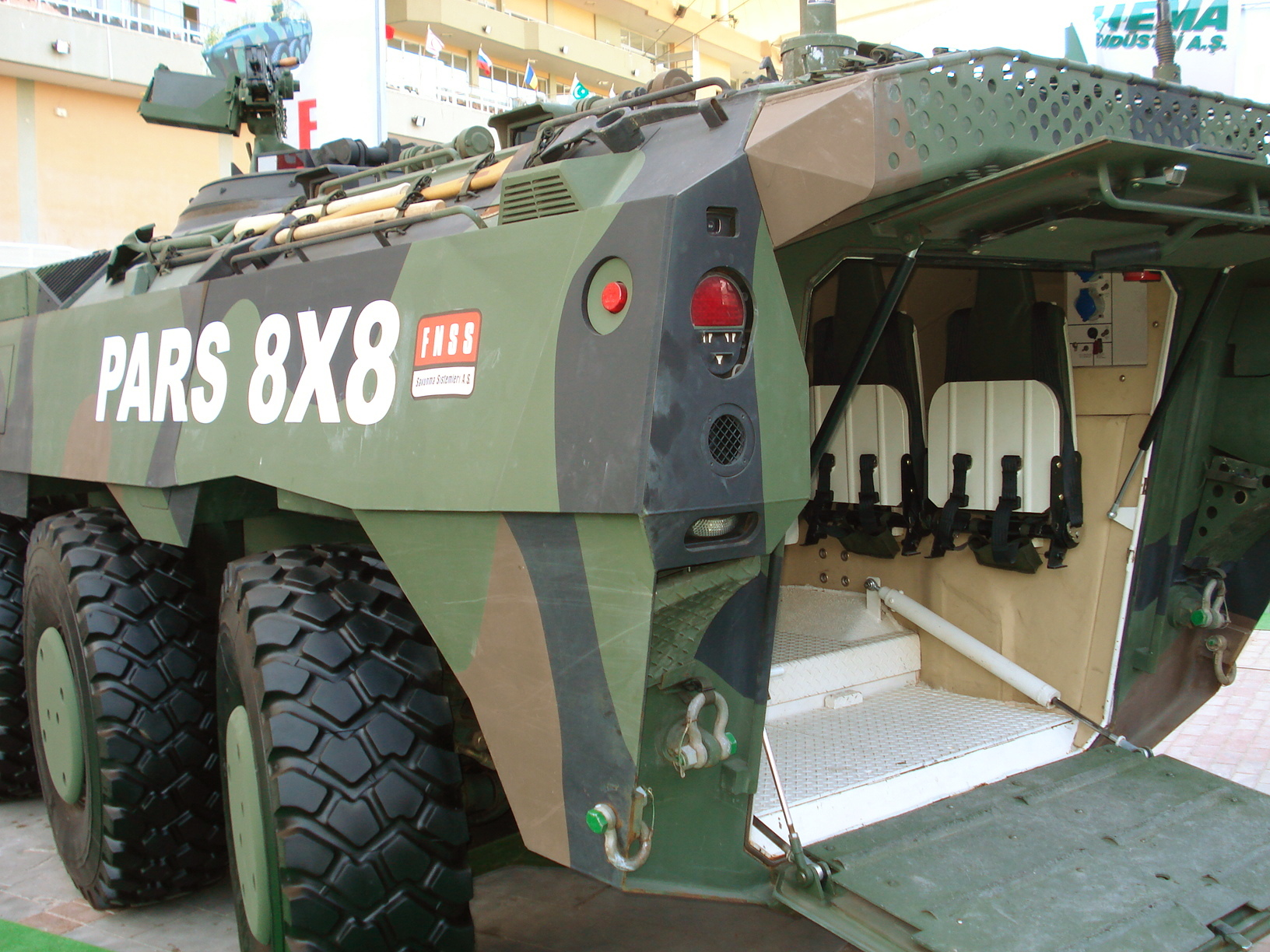
ББМ «Парс»: вид сзади
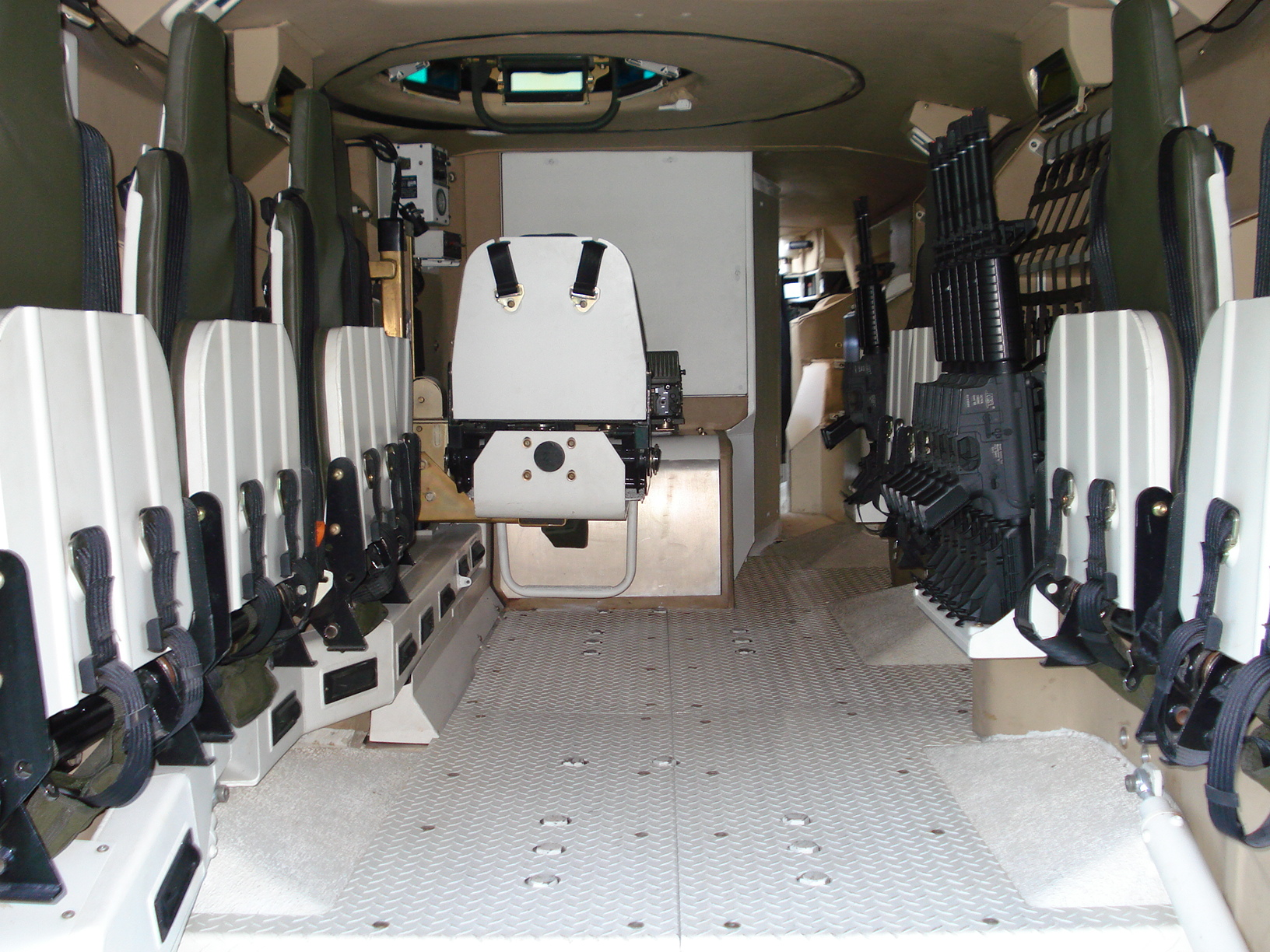
Десантное отделение ББМ «Парс»
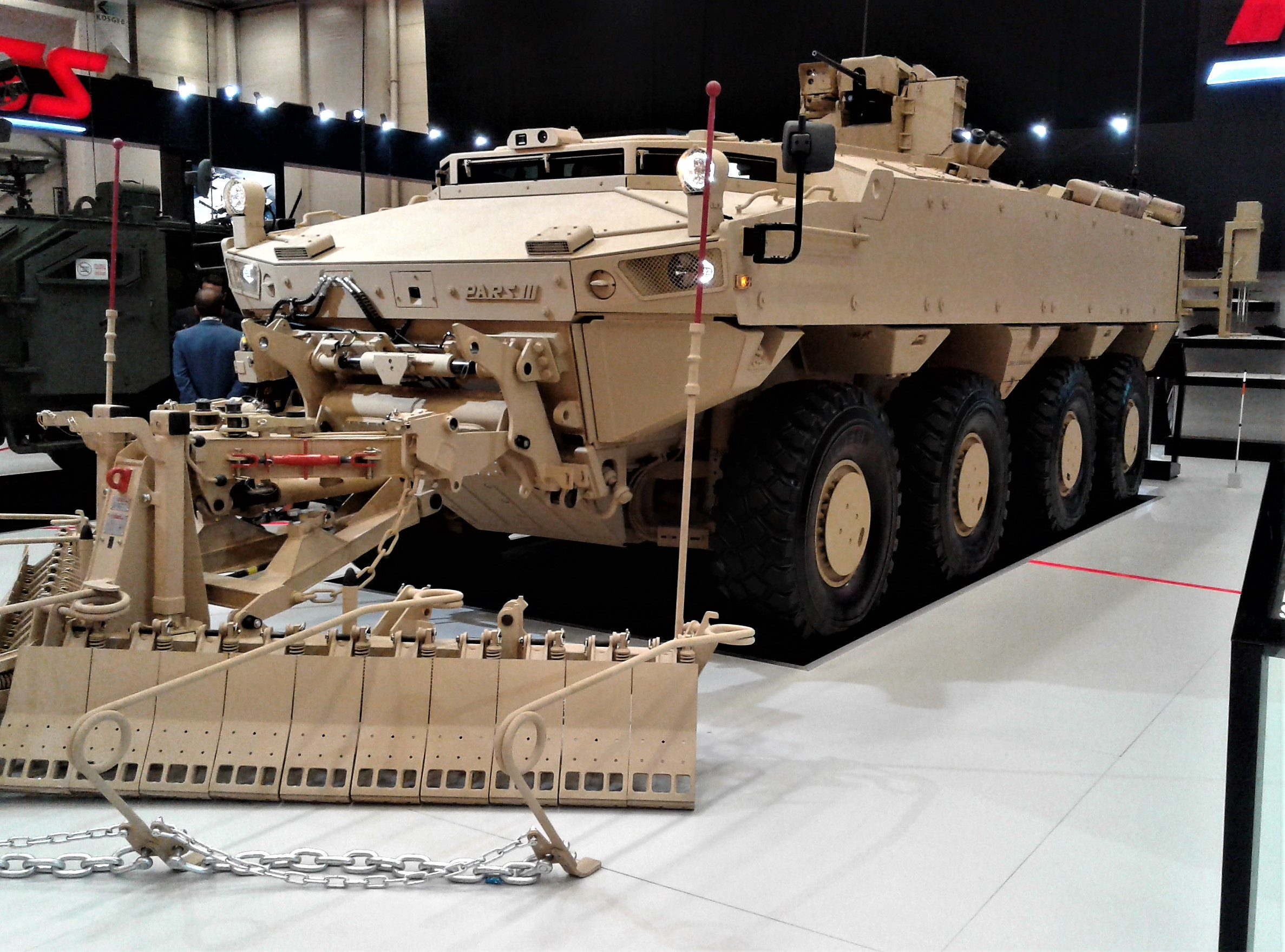
«Парс» с отвалом
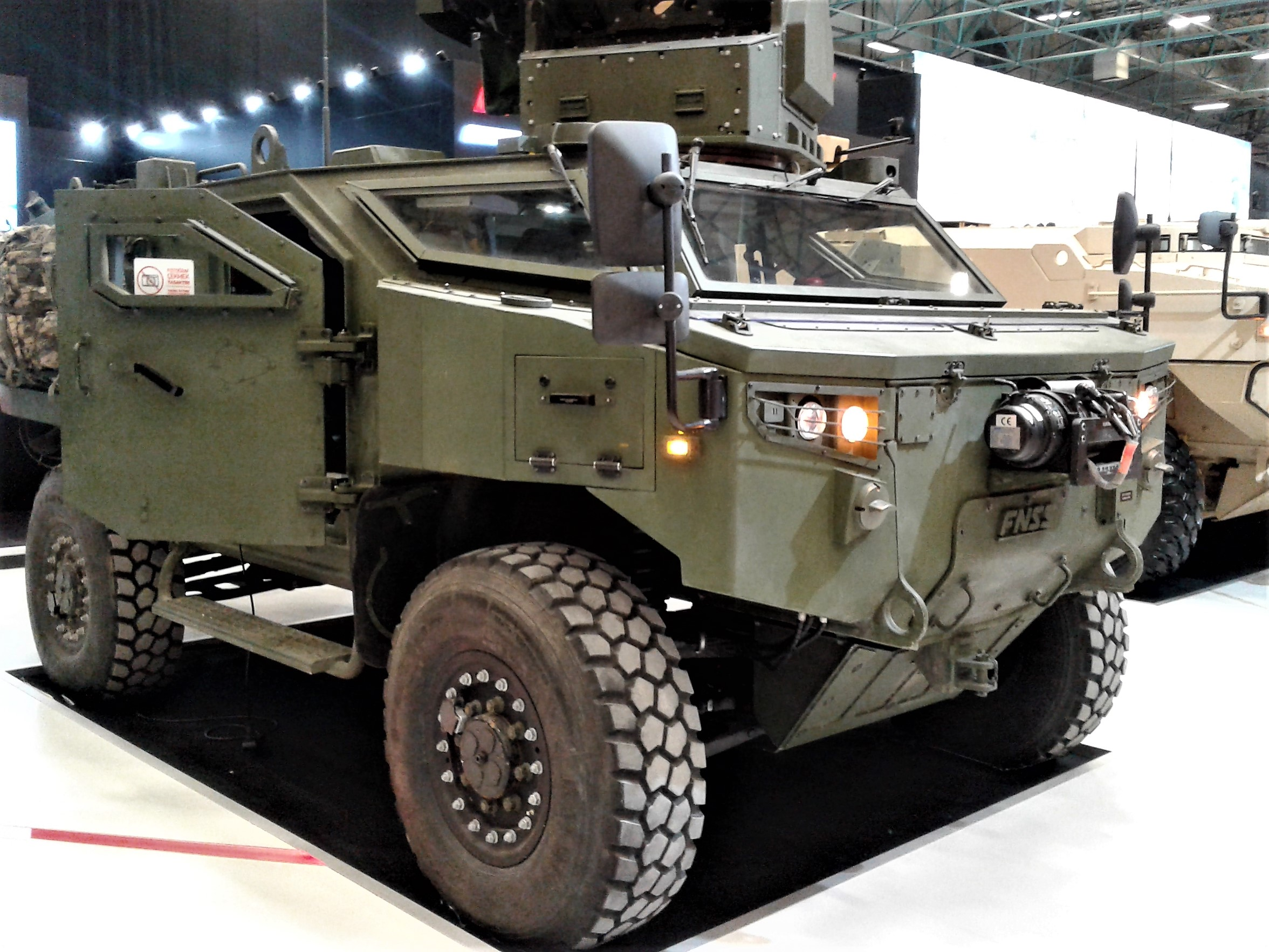
Противотанковая установка FNSS Pars 4x4 на выставке IDEF 2019